# Masaru Ibuka
Masaru Ibuka (井深 大 Ibuka Masaru; 11 de abril de 1908 – 19 de dezembro de 1997) foi um industrial eletrônico japonês e co-fundador da Sony, juntamente com Akio Morita.

## Primeiros anos
Masaru Ibuka nasceu em 11 de abril de 1908, sendo o primeiro filho de Tasuku Ibuka, um tecnólogo arquitetônico e aluno de Inazo Nitobe. Sua família ancestral eram os principais retentores do Domínio de Aizu, e seus parentes incluíam Yae Ibuka e Ibuka Kajinosuke. Masaru perdeu o pai aos dois anos e foi criado pelo avô. Mais tarde, mudou-se para Kobe após o segundo casamento de sua mãe. Ele passou no exame de admissão para a Primeira Escola de Meninos da Província de Hyogo (atualmente, Hyogo Prefectural Kobe High School) e ficou muito feliz com esse sucesso.

## Carreira
Após se formar na Universidade Waseda em 1933, Masaru trabalhou no Laboratório Fotoquímico, uma empresa que processava filme de cinema. Durante a Segunda Guerra Mundial, ele serviu na Marinha Imperial Japonesa e foi membro do Comitê de Pesquisa em Tempos de Guerra da Marinha Imperial. Em setembro de 1945, deixou a empresa e a marinha, fundando uma oficina de reparo de rádios na loja de departamentos Shirokiya bombardeada em Nihonbashi, Tóquio.
Em 1946, Akio Morita, um colega pesquisador de guerra, viu um artigo de jornal sobre o novo empreendimento de Ibuka e, após alguma correspondência, escolheu juntar-se a ele em Tóquio. Com financiamento do pai de Morita, co-fundaram a Tokyo Telecommunications Engineering Corporation, que se tornou conhecida como Sony Corporation em 1958. Ibuka foi fundamental na obtenção da licença da tecnologia de transistor da Bell Labs para a Sony na década de 1950, tornando a Sony uma das primeiras empresas a aplicar a tecnologia de transistor em usos não militares. Ele também liderou a equipe de pesquisa e desenvolvimento que criou a televisão colorida Trinitron da Sony em 1967. e nomeou o Prêmio de Eletrônicos de Consumo Masaru Ibuka do IEEE em sua homenagem em 1987.
Ibuka atuou como Presidente do Conselho Nacional dos Escoteiros do Nippon. Em 1991, a Organização Mundial do Movimento Escoteiro concedeu a ele o Lobo de Bronze. Em 1989, ele também recebeu a mais alta distinção da Associação Escoteira do Japão, o Prêmio Faisão Dourado.
Outros prêmios incluem: 1964, Prêmio por Serviços Distintos do Instituto de Engenheiros de Comunicação Elétrica do Japão; 1981, Prêmio Humanismo e Tecnologia do Instituto Aspen para Estudos Humanísticos; 1986, Eduard Rhein Ring of Honor, da Fundação Eduard Rhein na Alemanha; 1989, Pessoa Designada de Mérito Cultural pelo Ministério da Educação; 1991, Prêmio e Medalha Presidencial da Universidade de Illinois nos Estados Unidos.
Ibuka também foi autor do livro Kindergarten is Too Late (1971), no qual argumenta que a aprendizagem humana mais significativa ocorre do nascimento aos 3 anos de idade e sugere maneiras de aproveitar isso.[carece de fontes?] O prefácio do livro foi escrito por Glenn Doman, fundador dos Institutos para a Conquista do Potencial Humano, uma organização que orienta pais sobre o desenvolvimento cerebral infantil.

## Morte
Ibuka faleceu de insuficiência cardíaca aos 89 anos. Ele deixou um filho e duas filhas.